# Belgio ai Giochi della II Olimpiade
Il Belgio partecipò ai Giochi olimpici di Parigi dal 14 maggio al 28 ottobre 1900. Il Belgio fu rappresentato da 78 atleti, tutti uomini, in 11 discipline.

## Medagliere

### Per discipline
| Sport           | Oro | Argento | Bronzo | Totale |
| --------------- | --- | ------- | ------ | ------ |
| Calcio          | 0   | 0       | 1      | 1      |
| Canottaggio     | 0   | 1       | 0      | 1      |
| Equitazione     | 2   | 1       | 1      | 4      |
| Pallanuoto      | 0   | 1       | 0      | 1      |
| Tiro            | 0   | 0       | 2      | 2      |
| Tiro con l'arco | 3   | 2       | 1      | 6      |
| Totale          | 5   | 5       | 5      | 15     |

### Medaglie
| Medaglia | Nome                          | Sport           | Evento                           |
| -------- | ----------------------------- | --------------- | -------------------------------- |
| Oro      | Emmanuel Foulon               | Tiro con l'arco | Pertica ad erpice a 165 m        |
| Oro      | Aimé Haegeman                 | Equitazione     | Salto ostacoli                   |
| Oro      | Constant van Langhendonck     | Equitazione     | Salto in lungo                   |
| Oro      | Hubert Van Innis              | Tiro con l'arco | Cordone dorato a 33 m            |
| Oro      | Hubert Van Innis              | Tiro con l'arco | Cappelletto a 33 m               |
| Argento  | Émile Druart                  | Tiro con l'arco | Pertica ad erpice a 165 m        |
| Argento  | Hubert Van Innis              | Tiro con l'arco | Cordone dorato a 50 m            |
| Argento  | Georges van der Poële         | Equitazione     | Salto ostacoli                   |
| Argento  | Royal Club Nautique de Gand   | Canottaggio     | Otto                             |
| Argento  | Belgio                        | Pallanuoto      | Torneo maschile                  |
| Bronzo   | Paul van Asbroeck             | Tiro            | Carabina militare, tre posizioni |
| Bronzo   | Louis Glineux                 | Tiro con l'arco | Pertica alla piramide a 156 m    |
| Bronzo   | Charles Paumier               | Tiro            | Carabina militare, in piedi      |
| Bronzo   | Georges van der Poële         | Equitazione     | Salto in alto                    |
| Bronzo   | Université libre de Bruxelles | Calcio          | Torneo maschile                  |

## Risultati per disciplina

### Calcio
Nel calcio il Belgio fu rappresentato dalla squadra dell'Université libre de Bruxelles che conquistò la medaglia di bronzo. Alcune fonti riportano questa medaglia vinta dalla squadra mista.

### Canottaggio
Il Royal Club Nautique de Gand rappresentò il Belgio nel canottaggio. Nel due con il team giunse solo 5° mentre nell'otto vinse la medaglia d'argento.

### Ciclismo
L'unico ciclista belga fu Vincent, il quale venne eliminato ai quarti di finale della gara della velocità.

### Croquet
Nel croquet l'unico atleta belga fu Marcel Haëntjens, il quale non riuscì a completare neanche il primo round del singolo, una palla.

### Equitazione
Nell'equitazione presero parte 9 atleti belgi di cui sono noti solo tre: Aimé Haegeman, vincitore della medaglia d'oro nel salto ad ostacoli; Georges van der Poële, medaglia d'argento nel salto ad ostacoli e medaglia di bronzo nel salto in alto; Constant van Langhendonck, medaglia d'oro nel salto in lungo.

### Ginnastica
I due ginnastio belgi furono De Poorten, giunto 99º e Michelet, che fu solo 112°.

### Nuoto
L'unico nuotatore belga fu Hermand, che venne eliminato nella prima semifinale dei 4000 metri stile libero.

### Pallanuoto
| Atleta | Risultato |                   |
| --- | --- | ----------------- |
| V · D · M Nazionale maschile belga (Brussels Swimming and Water Polo Club) di pallanuoto · Giochi olimpici - Parigi 1900 Cohen · De Backer · De Behr · Feyaerts · Grégoire · Michant · Sonnemans · Romer (non riconosciuto dal CIO) · Séron (non riconosciuto dal CIO) · Upton (non riconosciuto dal CIO) · CT : - | Argento |                   |
| Nazionale maschile belga (Brussels Swimming and Water Polo Club) di pallanuoto · Giochi olimpici - Parigi 1900 | |                   |
| Cohen · De Backer · De Behr · Feyaerts · Grégoire · Michant · Sonnemans · Romer (non riconosciuto dal CIO) · Séron (non riconosciuto dal CIO) · Upton (non riconosciuto dal CIO) · CT: - | Cohen · De Backer · De Behr · Feyaerts · Grégoire · Michant · Sonnemans · Romer (non riconosciuto dal CIO) · Séron (non riconosciuto dal CIO) · Upton (non riconosciuto dal CIO) · CT: - | Belgio (bandiera) |

### Scherma
Il Belgio schierò cinque schermidori. Tony Smet raggiunse i quarti nella spada e il 14º posto nel fioretto, Pierre Selderslagh arrivò 10° nel fioretto per maestri, Cyrille Verbrugge giunse 15° nella stessa gara, Després fu eliminato al primo turno nel fioretto per maestri mentre Hébrant giunse 8° nella sciabola per maestri.

### Tiro
Tra i 10 tiratori belgi solo due riuscirono a conquistare una medaglia: Charles Paumier du Verger, medaglia di bronzo nella carabina militare, in piedi e Paul Van Asbroeck, medaglia di bronzo nella carabina militare, tre posizioni.

### Tiro con l'arco
Il Belgio schierò 18 arcieri di cui solo quattro sono noti: Hubert Van Innis, vincitore di due medaglie d'oro (33 metri al cordone dorato e 33 metri al cappelletto) e una medaglia d'argento (50 metri al cordone dorato), oltre ad un quarto posto (50 metri al cappelletto); Louis Glineux, vincitore di medaglia di bronzo sulla pertica alla piramide; Emmanuel Foulon e Émile Druart, rispettivamente medaglia d'oro e d'argento alla pertica ad arpice 165 metri.